# Florian de Kergorlay
Pour les autres membres de la famille, voir Famille de Kergorlay.
Louis-Florian-Paul, baron de Kergorlay, né le 26 avril 1769 à Paris et mort le 13 juin 1856 dans la même ville, est un militaire et homme politique français.

## Biographie
Membre d'une très ancienne maison de la noblesse française, la famille de Kergorlay, il est le fils de Alain-Marie de Kergorlay, seigneur de Trouzily (en Tréglonou), lieutenant général des armées du Roi, et de son épouse, Joséphine de Boisgelin.
Il a pour frère aîné Gabriel Louis Marie de Kergorlay, avec qui il siègera à la Chambre des Pairs.
Tous deux sont les neveux de l'archevêque d'Aix, Raymond de Boisgelin.
Il est, à dix ans, chevalier de justice de l'ordre de Malte. Capitaine de cavalerie au moment de la Révolution, il émigre, fait la campagne de 1792 à l'armée des princes, voyagea, et ne rentre en France qu'en 1802, au Consulat.
En 1807, il s'implante dans l'Oise en achetant, à cinquante kilomètres au nord de Paris, le domaine et le château de Fosseuse.

### Un soutien de la Restauration
En 1814, il est fait chevalier de Saint-Louis par Louis XVIII.
Aux Cent-Jours, il vote contre l'Acte additionnel, proteste contre le vote de l'armée, publie une brochure : Des lois existantes et du décret du 9 mai 1815 critique à l'égard du régime impérial ; mais tandis qu'on arrête par erreur son frère à sa place, il parvient à s'échapper.
À la seconde Restauration, il est élu député du collège de département de l'Oise, le 22 août 1815.
Il prend place à droite Il devient secrétaire de la Chambre introuvable le 23 novembre, combat la loi d'amnistie, réclame la responsabilité des ministres, et, à la nouvelle de l'évasion de M. de La Valette, laisse éclater son indignation ; il demande aussi 41 millions pour le clergé et la restitution de ses biens non vendus.
Ayant échoué aux élections de 1816, qui suivent la dissolution de cette Chambre, il collabore au Conservateur et revient au parlement le 13 novembre 1820, comme député du collège de département de l'Oise ; les mêmes électeurs lui renouvèlent son mandat, le 16 mai 1822. Il continue de siéger parmi les ultraroyalistes.
Conseiller-général de l'Oise, il préside le conseil-général de l'Oise d'août 1824 à juillet 1825, puis d'août 1826 à septembre 1828.
Le 23 décembre 1823, il est fait Pair de France par Louis XVIII, sur institution d'un majorat assis sur la terre de Fosseuse. Il siège à la Chambre des pairs parmi les ultras.

### Dans l'opposition sous Louis-Philippe

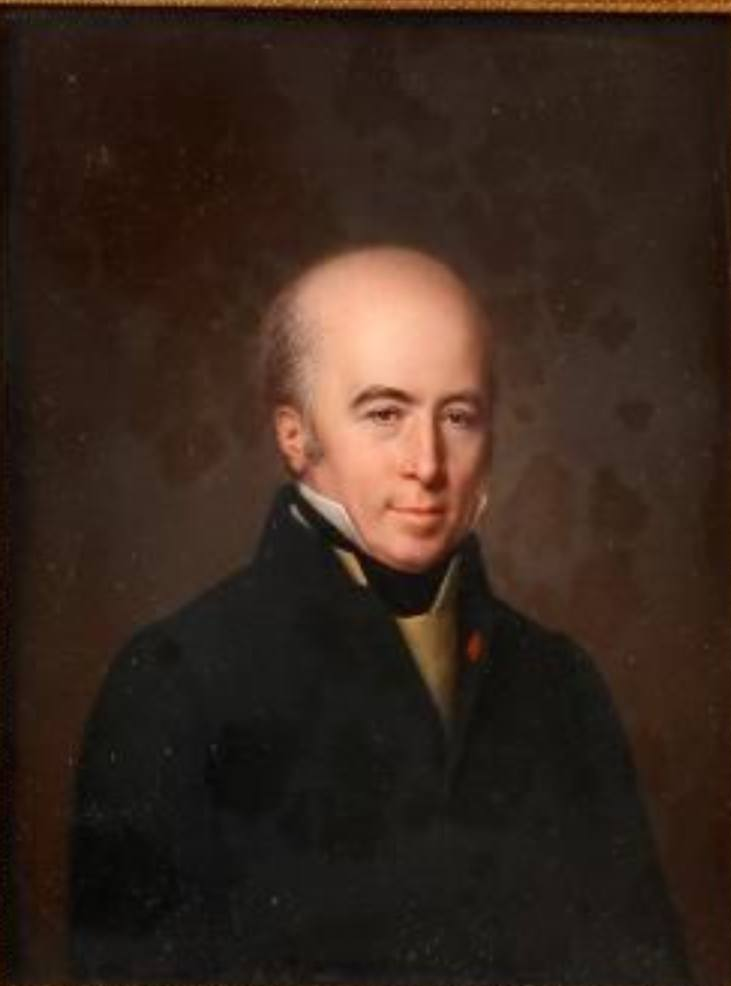
Florian de Kergorlay, ca 1830

Hostile aux événements de 1830, il adresse le 9 août au nouveau président de la Chambre des Pairs, le baron Pasquier, un courrier par lequel il refuse, en vertu de sa fidélité à la branche aînée de la Maison de Bourbon, de prêter allégeance au nouveau pouvoir. La publication de cette lettre, dans les journaux La Quotidienne et la Gazette de France, à la fin septembre 1830, lui vaut d'être poursuivi pour "provocation à la haine et au mépris du gouvernement et offense à la personne du Roi".
Jugé par la Chambre des pairs, il est défendu par Berryer, mais reçoit le 24 novembre 1830 une condamnation à 6 mois de prison et 500 francs d'amende. Il est emprisonné à Paris, à la prison Sainte-Pélagie.

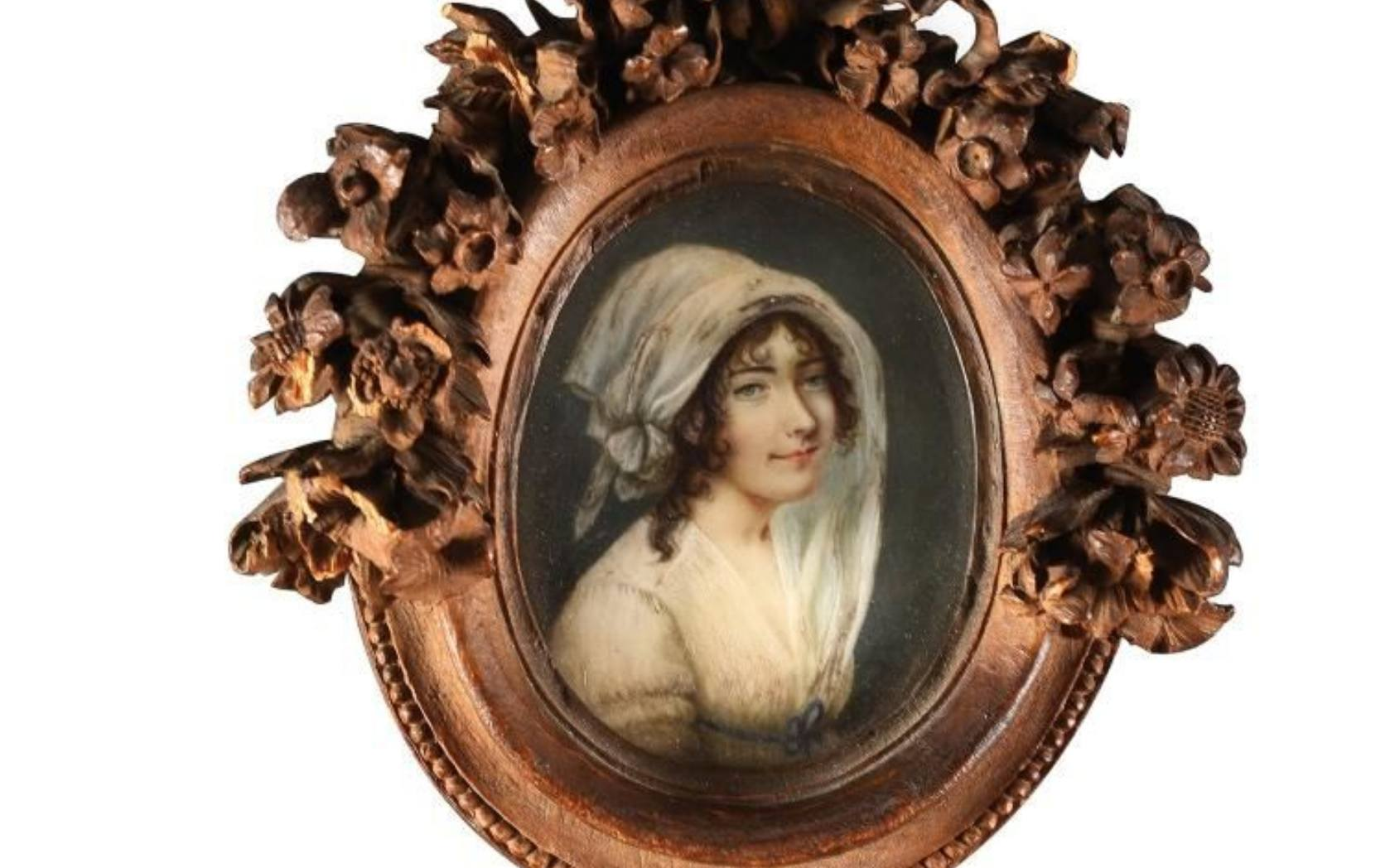
Blanche de La Luzerne, dite "comtesse" (par courtoisie) Florian de Kergorlay

A sa sortie de prison, fin mai 1831, la duchesse de Berry lui confie la présidence du Comité de Paris, chargé de représenter à Paris la famille royale en exil. En septembre 1831, il rejoint avec son fils la duchesse de Berry en Italie, où elle s'efforce d'organiser un soulèvement en France en faveur de son fils.
Le 25 avril 1832, il fait partie des fidèles de la princesse qui embarquent avec elle sur le voilier Carlo Alberto. Le 29 avril, le groupe est transféré sur un bateau de pêche, par lequel il débarque en France. Un soulèvement est prévu à Marseille le lendemain, mais avorte faute de mobiliser assez de partisans.
La princesse quitte aussitôt Marseille avec une partie de ses soutiens, pour mener une autre tentative. Le 1er mai, Florian de Kergorlay est arrêté près de Marseille. Le surlendemain, c'est au tour de son fils, avec trois autres partisans, sur le Carlo Alberto.
Poursuivis dans l'affaire du Carlo-Alberto, ils sont tous deux finalement acquittés par la Cour d'Assises de Montbrison, le 15 mars 1833.
Il passe en cour d'assises, l'année suivante, en février 1834, pour une lettre publiée dans La Quotidienne, sous l'inculpation d'attaques au pouvoir royal, et est encore acquitté.
Une autre lettre publiée dans le même journal en août 1835, défendant les 23 chouans Vendéens qu'on allait juger à Niort, le ramène devant la cour d'assises, qui le condamne, cette fois, à 4 mois de prison et 2,000 francs d'amende. Il est à nouveau incarcéré à la prison Sainte Pélagie depuis octobre 1835 jusqu'en février 1836.
La Révolution de février 1848 lui rend son droit de vote.
En raison de sa forte voix, et de la fermeté de ses convictions légitimistes, il avait été surnommé la « voix rigide ».
Il est inhumé au cimetière de Vaugirard.

### Publications
- Du droit de pétition (1819)
- Lettres au ministre de la guerre (1834)
- Fragment historique (1843)

### Mariage et descendance
A son retour d'émigration, Florian de Kergorlay épouse en 1803 Blanche de La Luzerne (1780-1859), fille de César Henri de La Luzerne, baron de Chambon, lieutenant général des armées du Roi, secrétaire d'Etat à la marine, et de Marie Adélaïde Angran d'Alleray. Elle était la petite nièce du défenseur de Louis XVI, Malesherbes ; la petite-fille de Denis-François Angran d'Alleray. Tous deux ont trois enfants :
- Louis de Kergorlay, ancien élève de l'Ecole Polytechnique, officier démissionnaire en 1830, député de l'Oise (1804-1880), marié en 1846 avec Mathilde de Johanne de La Carre de Saumery (1825-1887), dont postérité ;
- Cécile de Kergorlay (1807-1883), mariée en 1836 avec le comte Robert de Sesmaisons ((1809-1873), dont postérité : leur fille Françoise de Sesmaisons épouse en 1859 le prince Charles de Faucigny Lucinge ;
- Marie de Kergorlay (1809-1888), non mariée[6].

### Sources
- « Florian de Kergorlay », dans Adolphe Robert et Gaston Cougny, Dictionnaire des parlementaires français, Edgar Bourloton, 1889-1891 [détail de l’édition]